# Dragon’s Breath Cave
Dragon’s Breath Cave (dosł. z ang. Jaskinia Smoczy Oddech) – jaskinia w północnej Namibii, położona około 33 km w linii prostej (odległość drogowa 46 km) na północny zachód od miasta Grootfontein w regionie Otjozondjupa. W jaskini tej znajduje się największe na świecie podziemne jezioro (nie uwzględniając jezior podlodowcowych). Jaskinię odkryli w 1986 roku członkowie Południowoafrykańskiego Towarzystwa Speleologicznego (South African Speleology Association). Jej nazwa pochodzi od ciepłego i wilgotnego powietrza wydostającego się z jaskini. Występują tu m.in. nietoperze, chrząszcze, krocionogi, skorpiony.
Jezioro na dnie Dragon’s Breath Cave jest trudno dostępne, dotarcie do niego wymaga sprzętu wspinaczkowego, oświetlenia i umiejętności. 
Rozmiary jeziora wynoszą 180 × 140 m, jego powierzchnia sięga 2 hektarów. Poziom lustra wody jest zmienny i zapewne zależy od opadów deszczu, np. we wrześniu 2010 roku wynosił on 68,12 m, w czerwcu 2011 roku 61,6 m, a w lutym 2013 roku 50,0 m poniżej poziomu wejścia do jaskini. Głębokość jeziora nie jest dokładnie znana, w lipcu 2015 roku nurkowie zeszli na głębokość 131 m. Woda w jeziorze jest bardzo czysta, zaś jej temperatura stabilna. Panują tu całkowite ciemności, co nie pozwala na istnienie roślin prowadzących proces fotosyntezy.
Niecałe 2,5 km na północny wschód od Dragon’s Breath Cave znajduje się jaskinia Harasib, w której na dnie 120-metrowego szybu również istnieje podziemne jezioro. Skład chemiczny wody z jezior w obu tych jaskiniach jest podobny.